# Liste der Naturdenkmale im Kreis Gütersloh
Die Liste der Naturdenkmale im Kreis Gütersloh nennt die Listen der Naturdenkmale der Städte und Gemeinden im Kreis Gütersloh in Nordrhein-Westfalen.
Die Naturdenkmallisten der Städte und Gemeinden im Kreis sind:
| Stadt/Gemeinde           | Liste                                                   |
| ------------------------ | ------------------------------------------------------- |
| Borgholzhausen           | Liste der Naturdenkmale in Borgholzhausen               |
| Gütersloh                | Liste der Naturdenkmale in Gütersloh                    |
| Halle (Westf.)           | Liste der Naturdenkmale in Halle (Westf.)               |
| Harsewinkel              | Liste der Naturdenkmale in Harsewinkel                  |
| Herzebrock-Clarholz      | Liste der Naturdenkmale in Herzebrock-Clarholz          |
| Langenberg               | Liste der Naturdenkmale in Langenberg (Kreis Gütersloh) |
| Rheda-Wiedenbrück        | Liste der Naturdenkmale in Rheda-Wiedenbrück            |
| Rietberg                 | Liste der Naturdenkmale in Rietberg                     |
| Schloß Holte-Stukenbrock | Liste der Naturdenkmale in Schloß Holte-Stukenbrock     |
| Steinhagen               | Liste der Naturdenkmale in Steinhagen (Westfalen)       |
| Verl                     | Liste der Naturdenkmale in Verl                         |
| Versmold                 | Liste der Naturdenkmale in Versmold                     |
| Werther (Westf.)         | Liste der Naturdenkmale in Werther (Westf.)             |